# Steve Gerber
Stephen Ross Gerber, detto Steve (Saint Louis, 20 settembre 1947 – Las Vegas, 10 febbraio 2008), è stato un fumettista statunitense, uno dei più prolifici scrittori della Marvel negli anni settanta noto per essere stato il co-creatore (insieme a Val Mayerik) del personaggio satirico della Marvel Comics Howard il papero, oltre a Foolkiller, Omega the Unknown, Lilith (figlia di Dracula), il supercriminale Dottor Bong e altri.
Nell'arco della sua carriera da fumettista (1972-2008) lavora per la Marvel, la DC Comics e diverse case editrici indipendenti tra le quali Eclipse Comics, Malibu Comics e Image Comics. Tra le opere più significative vi sono il ciclo di storie su Uomo Cosa, gli albi su Howard the Duck, la prima serie di Omega the Unknown, le storie per i magazine horror e satirici della Marvel (Crazy, Fear, Tales of Zombie e altri) la graphic novel Void Indigo, Marvel Spotlight: Son of Satan, il run sui Difensori, il primo arco narrativo dei Guardiani della Galassia, Nevada, la prima serie di Foolkiller, Sludge, Hard Time e alcune storie su Superman. Il suo albo di maggior successo è Marvel Super Special n. 1 (del 1977), il primo fumetto mai realizzato sulla rock-band Kiss. Negli anni ottanta si è anche dedicato all'animazione creando la serie Thundarr The Barbarian, trasmessa dalla ABC tra il 1980 e il 1981. Il mondo di Thundarr, il suo compagno animalesco e il tono delle storie hanno ispirato il successivo He-Man e i dominatori dell'universo.
Nel 2010 viene inserto nella Will Eisner Comic Book Hall of Fame. Un riconoscimento alla carriera dato ai più importanti autori e artisti della storia del fumetto.
Howard the Duck, da lui creato insieme a Val Mayerick, è il primo personaggio della Marvel ad essere protagonista di un film cinematografico originale (non derivato da serial). Il lungometraggio Howard e il destino del mondo, distribuito nel 1986, viene prodotto da George Lucas con un alto budget (per l'epoca). Con il cameo nei film Guardiani della Galassia (del 2014) e Guardiani della Galassia Vol. 2 (del 2017), Howard è entrato a far parte del Marvel Cinematic Universe.

## Carriera
(Val Mayerick - disegnatore, amico e collaboratore di Steve Gerber -)

### Debutto e affermazione (1972-1975)

Howard, Man-Thing e Beverly Switzler sulla copertina della raccolta "Marvel Omnibus". Artista di copertina: Frank Brunner. Edizione italiana Panini Comics.

Appassionato di fumetti sin da adolescente, Gerber pubblica diverse fanzine dedicate al mondo dei comic durante gli anni sessanta, inclusa Crudzine (quella più citata nelle biografie). Dopo essersi laureato al college trova subito lavoro a Saint Louis come agente pubblicitario, pur trovando l'impiego frustrante e monotono. Fortunatamente è amico di vecchia data di Roy Thomas, che già lavora come editor e scrittore alla Marvel Comics. La casa editrice si trova in un periodo di grandi cambiamenti in quanto Stan Lee, co-creatore di gran parte dell'Universo Marvel nel decennio precedente, passa le redini proprio a Roy Thomas, traghettatore tra la Silver Age e la Bronze Age dell'editore di fumetti in più rapida espansione di quell'epoca. Tra l'altro lo stesso Lee abbandona poco dopo qualsiasi compito anche come scrittore. Gerber coglie l'occasione e scrive all'amico Roy per dirgli che il suo attuale lavoro lo sta facendo impazzire. Il nuovo caporedattore della Marvel lo mette alla prova chiedendogli di scrivere i testi per 6 pagine a fumetti che vedono coinvolto Daredevil in un inseguimento d'auto. Il giovane autore passa il test, ma viene assunto come "associate editor" (vice-redattore), compito che lo annoia. Soffre di narcolessia: ciò lo porta ad addormentarsi continuamente durante le lunghe riunioni degli editor, trovando di scarso interesse le attività amministrative e di supervisione di storie altrui; l'unica attività che riesce a entusiasmarlo è creare e scrivere le sue storie, attitudine che viene presto intuita dalla dirigenza, che ha il coraggio di puntare su di lui come scrittore. D'altra parte il decennio che sta per arrivare è cruciale e turbolento sia per la Marvel sia per l'intera industria del fumetto statunitense e vi è la necessità di nuove voci e idee. In questi anni la Marvel riesce infatti a superare nelle vendite la DC Comics, storica leader del mercato con personaggi iconici quali Superman, Batman e Wonder Woman. Paradossalmente la stessa Marvel si ritrova sull'orlo della bancarotta alla fine del decennio e viene salvata dalla pubblicazione di un fumetto su licenza che si basa sul film Guerre stellari dell'allora semisconosciuto George Lucas, uscito nel 1977 e subito divenuto il film di maggior successo della storia. Inoltre mentre all'inizio del decennio, il re incontrastato dei comic è Jack Kirby, alla fine degli anni Settanta non è più un autore in grado di spostare gli equilibri del mercato e attirare orde di lettori sui titoli ai quali si dedica. La grande trasformazione dell'industria fumettistica inizia infatti proprio con Roy Thomas che avverte la necessità di dare spazio a nuovi autori, generi e personaggi. La stessa filosofia è in parte avvertita anche alla DC sotto la gestione di Carmine Infantino. Questa apertura favorisce l'entrata di Steve Gerber nel mondo dei comic al pari di autori e artisti quali Neal Adams, Barry Windsor-Smith, Don McCregor, Jim Starlin, Steve Englehart. Questa nuova generazione di creatori, denominata anche Next Wave of Creators ha la peculiarità di essere formata da "fans-turned-pros" (ovvero fan di fumetti divenuti autori professionisti del settore). Inoltre si tratta di scrittori più sensibili alle trasformazioni in atto nella società americana tra gli anni sessanta e settanta, desiderosi di esplorare nuove tematiche e generi. Tra gli autori della Next Wave, Gerber si è distinto per essere uno dei più eccentrici e non-convenzionali scrittori in forza alla Marvel e, per questo, si è voluto cimentare con personaggi oscuri e/o secondari dell'Universo Marvel, oltre ai più celebri e iconici Spider-Man, Capitan America, Avengers e altri. Infatti il ciclo di storie sul semisconosciuto Man-Thing è quello che maggiormente distingue Gerber in questa prima fase della sua carriera. Il personaggio viene creato da Roy Thomas e Gerry Conway sull'antologico Savage Tales (nel 1971), per poi passare su Fear, dove è Gerry Conway a scriverne la prima storia, per poi passare le redini a Gerber. La sensazione è che i principali autori della Marvel non sapessero come distinguere l'Uomo Cosa (di una Palude) dallo Swamp Thing della rivale DC. Gerber però riesce a dare un tono unico alle storie di Man-Thing, introducendo elementi di critica socio-politica, bizzarre avventure psichedeliche e nuovi personaggi peculiari e atipici quali l'insolito Howard il papero (su Adventure into Fear n. 19, del 1973) e il vigilante Foolkiller (su Man-Thing n. 3, del 1974). Da notare che Foolkiller anticipa (di poco) la pubblicazione della prima apparizione del Punitore, considerato l'archetipo del nuovo giustiziere senza pietà dei fumetti anni settanta, mentre Howard il papero è destinato a divenire il primo personaggio Marvel a ricevere una trasposizione in un lungometraggio cinematografico (non derivato da serie TV o serial per il cinema). Si tratta di un progetto ad alto budget, diretto da George Lucas e distribuito nel 1986 con il titolo (in Italia) Howard e il destino del mondo. La validità del lavoro di Gerber su Man-Thing gli è valsa una serie regolare di 22 albi (tra il 1974 e il 1975), tutti scritti dall'eccentrico autore. La capacità di gestire e modellare personaggi oscuri e anomali (per la Marvel) diventa una peculiarità per Gerber quando accetta di curare i testi di un personaggio quale il Figlio di Satana (o Son of Satan in originale). Questo anti-eroe viene concepito da Stan Lee, che poi ne affida lo sviluppo a Gary Friedrich, Herb Trimpe e Gerry Conway. Nessuno di questi autori se la sente di portare avanti un ciclo di storie sul principe degli Inferi e ne realizzano solo gli albi del debutto (avvenuto su Ghost Rider n. 2, dell'ottobre 1973). Gerber si assume l'incarico di realizzare un ciclo di storie su Son of Satan (Marvel Spotlight nn. 13-23), il tono grottesco e bizzarro scelto dall'autore riesce a caratterizzare il personaggio, definendone la personalità e il modus operandi. L'approccio centra il segno, rendendolo interessante ai lettori. La Marvel arriva infatti a dedicargli una serie regolare che però non coinvolge Gerber in quanto impegnato in altri progetti. Bisogna sottolineare che Gerber, tra il 1973 e il 1975 è uno degli autori Marvel più prolifici. Questo dato indica chiaramente come alla casa editrice di Spider-Man si dia spazio alle nuove idee e si cerchi di raggiungere nuovi lettori, sia più adulti sia interessati a materiale al di fuori del mainstream supereroistico. La fiducia data a Gerber, con numerosi incarichi, ne è un esempio, visto che dagli stessi editor è definito lo scrittore del "weird stuff" (o materiale strano), ricevendo anche l'appellativo di "Marvel's Craziest Writer" (ovvero lo scrittore più folle della Marvel). Il desiderio di approcciarsi al fumetto in maniere non convenzionale e la sua vocazione per i generi non-mainstream è ulteriormente favorito dai cambiamenti sull'autocensura dei fumetti a cui si sottoponevano le case editrici e che prese forma nel 1954 con il nome di Comics Code Authority. Tale codice aveva di fatto portato all'impossibilità di trattare tematiche horror e storie dai contenuti espliciti o ritenuti non adatti a un lettore adolescente. Nei primi anni settanta si allenta la censura e tornano in auge i fumetti horror, le riviste satiriche e le storie con violenza e linguaggio espliciti. Si vogliono quindi produrre storie più sofisticate, che riescano ad attirare i lettori adulti, nella fascia post-adolescenziale. La Marvel ci prova con l'ambizioso lancio di riviste horror e umoristiche, alquanto diverse come formato e genere dai suoi albi di supereroi. Gerber accetta con entusiasmo di partecipare a questa nuova linea sperimentale e alternativa, infatti uno degli incarichi che più ha amato nella sua carriera è quello per la rivista Crazy, che esordisce con data di copertina ottobre 1973. Si tratta di una rivista satirica che si pone l'arduo compito di sfidare Mad, leader del settore con oltre 2 milioni di copie vendute e pubblicata all'epoca dalla Warren Publications (ora appartiene al gruppo DC Entertainment). Gerber è stato lo scrittore che più a contribuito a Crazy, realizzando storie a fumetti memorabili quali Rock 'n' Rollin' Stone (su Crazy n. 3) e una parodia del film Billy Jack (su Crazy n. 5). Per la rivista ha inoltre scritto più di una ventina di articoli e ne è stato l'editor tra il n. 11 e il n. 14 (1975). Gerber si cimenta anche in altre riviste Marvel, quelle che puntano a primeggiare nella nuova ondata di fumetti di genere horror. Partecipa infatti ai due magazine dedicati ai vampiri quali Dracula Lives e Vampire Tales. Su quest'ultima scrive la prima storia in cui Morbius the Living Vampire compare come protagonista. Precedentemente era apparso come villain dell'Uomo Ragno sulla serie regolare The Amazing Spider-Man. Gerber ne intravede quindi le potenzialità come personaggio capace di polarizzare l'interesse dei lettori anche al di fuori delle sue battaglie con l'Arrampicamuri. Altro magazine che vede coinvolto Gerber è Tales of the Zombies, che esordisce nell'agosto 1973. L'albo contiene per lo più ristampe, a parte una nuova storia, in cui Gerber vuole riprendere un personaggio quale Zombie (Simon Garth), creato da Stan Lee e Bill Everett nel 1953 in una breve storia di 7 pagine e poi dimenticato a livello editoriale. L'autore scrive un sequel di quella breve storia, dando nuova linfa al personaggio, rendendolo interessante per i lettori del nuovo decennio. L'interesse verso Simon Garth è tale che diviene il personaggio di punta della rivista Tales of Zombie fino al n. 9 (con testi di Gerber e Tony Isabella).

Copertina del volume "Marvel Masterworks: I Difensori n.5", che raccoglie gli albi The Defenders nn.31-40, Annual n.1 e Marvel Treasury Edition n.1, disegni di Sal Buscema. Edizione italiana Panini Comics.

A cavallo della metà degli anni settanta si ritrova ai testi di due serie regolari quali Daredevil (Vol. 1) e The Defenders (Vol. 1). Entrambi i run contano una ventina di albi e per i Difensori si occupa anche del loro primo annual. Quest'ultimi sono un team marginale nell'Universo Marvel, ideato da Roy Thomas, ma plasmato nella sua versione definitiva da Steve Englehart tra il 1972 e il 1973. Steve crea il presupposto per il quale il line-up dei Defenders sia formato da supereroi che non hanno una loro serie, ma se la meritano, oppure da quelli così insoliti e sconosciuti da non averne mai una. Quando subentra Gerber nel 1975 ha carta bianca sulle storie del team e l'anarchia editoriale della Marvel (dopo il 1974) favorisce la sua libertà creativa. Crea così un run memorabile per le sue storie sperimentali e psichedeliche, a tratti demenziali e non-sense. Rimane emblematica la sottotrama dell'Elfo con la pistola, un personaggio che appare a caso negli albi e spara senza motivo alle persone e la cui storyline non porta a nessun tipo di sviluppo o motivazione. L'autore riflette d'altra parte sul senso dell'esistenza di un (non-)team come i Defenders, le cui storie possono quindi prendere valore se affrontano minacce al di fuori della classica dicotomia che contraddistingue i team classici (Avengers e Fantastic Four) e le loro nemesi. La fama di Gerber come autore eccentrico ed eversivo raggiunge il suo apice, rendendolo uno scrittore cult del decennio.

### Apice delle carriera e rottura con la Marvel (1976-1982)
Dopo l'abbandono del ruolo di Editor-in-Chief da parte di Roy Thomas (nel 1974) la Marvel affronta uno dei suoi più difficili momenti per quanto riguarda la gestione editoriale. Tra il 1974 e il 1978 si succedono 4 differenti caporedattori, nessuno dei quali riesce a riorganizzare la casa editrice né dal punto di vista manageriale né da quello creativo. Il tutto viene inasprito dal declino delle vendite che si manifesta nella seconda metà degli anni settanta. Questa confusione e sfiducia genera la dipartita di 3 autori della Next Wave quali Steve Englehart, Jim Starlin e Don McGrergor (tra il 1975 e il 1977). Gerber però rimane e nel 1977 viene accreditato come l'ultimo "maverick della Casa delle Idee". Il suo ruolo è però circoscritto a sole due serie regolari quali Omega di Unknown e Howard the Duck. Il successo ottenuto da quest'ultimo personaggio è evidenziata dalla richiesta di una sua comic strip quotidiana da pubblicare sui giornali. L'esordio avviene a partire dal 6 giugno 1976 e lo stesso Gerber (creatore del personaggio) si occupa dei testi. La sua notorietà comincia quindi a estendersi al di fuori del mondo dei comic book, ma Gerber trova sempre più difficile rispettare le scadenze, uno dei problemi editoriali che affliggono la Marvel e che Jim Shooter, arrivato come assistente-redattore nel 1976, vuole eliminare. Da notare che dal 1978 sarà proprio Shooter a prendere in mano le redini della Marvel. Nonostante ciò la popolarità di Gerber come scrittore non convenzionale e creatore di storie bizzarre fanno sì che sia scelto per scrivere i testi di un albo tra i più controversi e di maggior successo degli anni Settanta, ovvero il primo albo a fumetti sull'acclamata rock-band Kiss. Inizialmente la Marvel non avrebbe voluto coinvolgere i membri del gruppo e si ventila anche l'idea di scrivere una storia con personaggi simili a quelle di Simmons e compagni, evitando così di pagare i diritti d'autore. Gerber si schiera dalla parte dei Kiss e li avverte dell'atteggiamento irrispettoso della sua casa editrice. Il gruppo minaccia la Marvel di cause legali e dichiara che non autorizzerà nessun fumetto se non sarà Gerber a scriverlo. Le condizioni sono accettate anche se Stan Lee e Jim Galton (presidente della Marvel Comics) decidono di non supportare l'albo a livello di marketing. Galton non vede favorevolmente le riviste Marvel che pubblicano materiale di genere horror o hanno come protagonisti personaggi non supereroistici o non adatti a un lettore adolescente. Tra questi include anche i Kiss che, nonostante l'ostracismo dell'editore, riescono a pubblicizzare il loro fumetto dichiarando che metteranno delle fiale del loro sangue nell'inchiostro per stampare l'albo. Il comic book viene distribuito con data di copertina settembre 1977 con il titolo Marvel Super Special n. 1, per un totale di 40 pagine scritte da Gerber e disegnate da Alan Weiss, John Buscema e il fratello Sal. Gerber si è battuto per avere disegnatori di alto profilo e avendo un contratto come editor/writer, si prevede che i suoi script non subiscono modifiche dai redattori sopra di lui, riesce così a far comparire nell'albo gli stessi Avengers, Spider-Man, i Fantastici Quattro e i Difensori. La sua battaglia risulta vincente in quanto l'albo vende oltre mezzo milione di copie, uno degli albi più venduti del decennio e il bestseller di una vita per lo stesso autore che è all'apice della sua carriera. Nel 1977 prende uno stipendio sia come editor sia come scrittore, non risponde direttamente a nessuno per i suoi script, pubblica una comic strip sui quotidiani ed è uno dei pochi autori rimasti (tra Marvel e DC) a gestire una serie regolare su un personaggio da lui creato, ovvero Howard the Duck. Con l'albo dei Kiss è però iniziata un'incrinatura con il gruppo delle Candence Industries che controlla la Marvel Comics e non tollera più la libertà e l'indipendenza di cui gode l'autore. Nel 1978 arriva poi la nomina di Jim Shooter come caporedattore della Casa delle Idee e uno dei suoi primi obiettivi è eliminare la figura di redattore/scrittore. Tra l'altro vuole riorganizzazione della casa editrice e il suo organigramma, la rigida supervisione delle serie dell'universo Marvel e penalizzare qualsiasi autore non rispetti le cadenze o le direttive del suo nuovo gruppo di redattori. Tali scelte sono inevitabili visto i problemi di gestione e l'anarchia editoriale che (tra il 1974 e il 1977) hanno afflitto la Marvel. Tra il 1977 e il 1978 Gerber diviene progressivamente e inspiegabilmente incapace di gestire le scadenze con cui presentare le sue storie. Nel 1978 segue una sola serie regolare quale Howard the Duck e scrive i testi per le sue comic strip. Nonostante questo non riesce a rispettare le scadenze: la lentezza di scrittura che affligge Gerber è particolarmente strana, visto che tra il 1973 e il 1975 è stato uno degli scrittori più prolifici per la Marvel. La situazione diviene particolarmente grave quando comincia a saltare la consegna di storia e testi della strip quotidiana di Howard, in quanto per sua stessa natura viene pubblicata quotidianamente sui giornali in edicola. Shooter prende spunto da queste mancanze per rimuoverlo sia dalla striscia quotidiana sia dalla serie regolare del celebre papero da lui stesso creato e di cui ha controllato la vita editoriale dalla sua genesi nel 1973. Il personaggio passa nelle mani di Marv Wolfman e Bill Mantlo, che non riescono però ad avere il tono dissacrante e pungente necessario per far funzionare le sue storie: la serie chiude nel 1979. Gerber subisce un notevole contraccolpo finanziario e decide di rivolgersi a un avvocato, in quanto ritiene che la mossa di Shooter contravvenga al suo contratto di writer/editor. Inoltre decide di spingersi oltre pretendendo che la piena proprietà del personaggio. Tale richiesta è però contraria a ogni contratto (sottoscritto dallo stesso Gerber) tra scrittore e grandi case editrici quali Marvel e DC. Era normale che creando un personaggio all'interno dell'Universo Marvel, la stessa Marvel sarebbe diventata la proprietaria della creazione, unica destinataria degli introiti derivanti dal merchandising, diritti televisivi ed eventuali sviluppi cinematografici. La causa legale (apparentemente disperata) dà l'opportunità alla Marvel di rompere il contratto (di writer/editor) con Gerber in maniera definitiva. Da sottolineare che Shooter vorrebbe riassumere l'autore nel ruolo di scrittore, ma sotto la supervisione di un editor, in quanto lo ritiene in ogni caso uno dei migliori scrittori del mondo dei comic.
Gerber decide di portare avanti la causa legale che viene ufficializzata il 29 agosto 1980, storica data per la storia dei fumetti statunitensi. Il problema di Gerber è che gli mancano i fondi per procedere legalmente contro una casa editrice che ha alle spalle una corporation quale la "Candence Industries". In soccorso dell'autore arriva una leggenda dei comic quale Jack Kirby, co-creatore negli anni sessanta di gran parte dei supereroi dell'Universo Marvel quali i Fantastici Quattro, gli X-Men, l'incredibile Hulk, gli Avengers e molti altri. Con questi personaggi la Marvel sta facendo molti soldi, sia con le licenze TV/cinema, sia con il merchandising oltre che con i ricavati dalla sezione editoriale. A Kirby però non viene riconosciuto nessun diritto d'autore e la definitiva separazione con la Marvel (la seconda dopo quella del 1970) avviene con polemiche e strascichi. Kirby viene spinto a lasciare la casa editrice nel 1978 (come Gerber) e anche lui aveva un contratto da writer/editor. Con la gestione Shooter si chiede al King of Comic di non occuparsi più dei testi delle sue storie, ma solo dei disegni, anche l'autonomia editoriale non può essere più accettata in un contesto in cui bisogna ridare coesione e continuità all'universo narrativo della Marvel. Lo stesso Stan Lee, suo storico collaboratore, non difende Kirby, ma manifesta l'esigenza che gli venga affiancato uno scrittore che stenda i dialoghi e un editor per la supervisione delle storie proposte. Kirby non accetta e lascia la Marvel per sempre, tentando la strada del fumetto indipendente e anche dell'animazione, a cui si era dedicato già in precedenza. La conoscenza con Gerber avviene proprio durante una loro collaborazione per la serie cartoon Thundarr the Barbarian. Quando Gerber gli chiede se lo può aiutare a lanciare un fumetto per raccogliere fondi per pagare lo studio legale, Kirby accetta volentieri e insieme a lui collaborano diversi autori e artisti quali Mark Evanier, Dan Siegle, Martin Pasko, Joe Staton e Sergio Aragones. L'albo si intitola Destoyer Duck n. 1 e viene distribuito dall'Eclipse Comics tramite il direct market a partire dal gennaio 1982. Il numero 1 porta il banner "Special Lawsuit Benefit Edition" e tutti coloro che partecipano alla realizzazione lo fanno gratuitamente. La storia principale vede come protagonista un papero antropomorfo (versione alternativa di Howard the Duck) che si trova catapultato in un'altra dimensione governata da una grande corporation dal nome "GODcorp", il cui motto è «Grab it all! Own it all! Drain it all!». Questa detiene un potere assoluto sull'economia e la politica e ha ucciso The Little Guy, l'unico amico di Destroyer Duck. Questa vittima è un alter ego dello stesso Gerber e, in generale, di chiunque si opponga al potere dilagante delle grandi corporation. Gerber riesce a ottenere solo una parte dei soldi necessari (circa il 20%), ma può così procedere con la causa legale. Da notare che il fumetto ottiene un buon successo per un fumetto indipendente, vendendo 80 000 copie, tanto che viene deciso di continuarne sporadicamente la pubblicazione. Il secondo albo esce circa un anno dopo (nel 1983) e il fumetto del Papero Distruttore diviene il simbolo per una nuova generazione di autori che cercano di far valere i loro diritti per le opere da loro stessi create. Emblematicamente l'ultimo albo di Destroyer Duck a essere pubblicato (il n. 7 del 1984) vede la copertina di un giovane Frank Miller che non ha ancora raggiunto la fama grazie alla sua opera seminale Dark Knight Returns (del 1986). ma che già appoggia le iniziative come quella di Gerber e Kirby. Nei primi anni novanta farà parte di quegli autori già affermati che sceglieranno di staccarsi dalle Big-Two (Marvel e DC), per pubblicare opere di proprietà dell'autore per editori indipendenti, Miller opterà per la Dark Horse Comics di Mike Richardson.
La causa legale sta per arrivare al processo nel 1983, ma, sorprendentemente, la dirigenza delle "Cadence Industries" dichiara di aver raggiunto un accordo con il querelante. Gerber cede tutti i diritti su Howard the Duck alla Marvel. In ritorno quest'ultima gli offre l'opportunità di partecipare allo sviluppo della sceneggiatura del film cinematografico dedicato al personaggio, opzionato dagli Universal Studios per George Lucas. Inoltre Jim Shooter è favorevole ad offrirgli nuovi ingaggi da scrittore per i personaggi Marvel. Molti autori e giornalisti si dicono delusi dal comportamento avuto da Gerber, che si era innalzato a simbolo della lotta alle grandi case editrici. Stessa critica tocca anche Steve Englehart, che se ne era andato nel 1976 con atteggiamento polemico, per poi tornare, accettando tutte le direttive di Shooter. La rivista specializzata The Comics Journal (nel n. 89) arriva a dedicare una vignetta umoristica a Gerber, Engleharth e Jim Starlin, anche quest'ultimo aveva lasciato con aspre critiche alla Marvel. I tre sono additati come "Marvel Lapdogs" (o cagnolini della Marvel), visto il ripensamento avuto in scambio di tornare all'ovile di Stan Lee, Jim Shooter e della Cadence Industries Corporation. A sua difesa, anni dopo, Gerber dichiara: «Eravamo pronti ad andare in tribunale, ma all'ultimo momento siamo stati in grado di raggiungere un accordo che pensavo fosse onesto e ragionevole e comunque meno rischioso che non andare in tribunale con una causa come questa. Una decisione contro di me, che era possibile, avrebbe creato molti danni non solo a me, ma alle altre persone che avrebbero potuto citare a giudizio un altro editore o la stessa Marvel sulle stesse basi. Non ho voluto assumermi quel rischio». Dal tono della dichiarazione sembrerebbe che Gerber, per paura di perdere, potesse creare un precedente che le case editrici (soprattutto il duopolio Marvel-DC) potessero usare in futuro. Di fatto però pare essere stata un'occasione persa, in quanto il trattamento riservato alla creazioni di Gerber e di molti altri autori verrà ripetuto anche in futuro. Nel 1997, in occasione dell'uscita del film Blade con Wesley Snipes, Marv Wolfman fa causa alla Marvel e alla New Line Cinema per rivendicare i diritti sul personaggio che ha creato nell'albo a fumetti Tomb of Dracula n. 10 (del 1973). Wolfman perde la causa e l'accordo tra la Marvel e Gerber del 1983 non aiuta lo scrittore, ma d'ora in poi è chiaro che chiunque crei un personaggio per gli albi dell'Universo Marvel, sia sotto contratto sia come freelance, non potrà mai detenerne i diritti. Le nuove generazioni di fumettisti lo hanno però compreso e hanno fatto un passo avanti rispetto a Wolfman, Gerber e lo stesso Kirby. Hanno infatti capito che la strada da percorrere è quella dell'editoria indipendente e un esempio è la fondazione della Image Comics (nel 1992) da parte di 7 dei più celebri artisti (ex-Marvel) del settore. Steve lo aveva predetto e dieci anni prima aveva dichiarato:
(Steve Gerber, 1982 circa.)

### Gli anni ottanta (1980-1989)
Dal 1980 in poi Gerber si ritrova a lavorare come freelance non avendo più nessun contratto in essere con le principali case editrici quali Marvel o DC. Durante il periodo in cui è aperta la disputa legale con la Marvel (1980-1982) non riesce inoltre ad ottenere commissioni di particolare importanza nonostante la popolarità che riscuote tra lettori e critica. La Marvel, fino all'accordo, non lo considera e la DC gli offre solo storie secondarie (o "back up story") su Dottor Fate da pubblicare sulla serie regolare di The Flash. Oltre a queste ottiene la possibilità di scrivere i testi per una miniserie sulla Zona Fantasma. La carriera di Gerber sembra arrestarsi e questo, in parte, giustifica l'accordo extra giudiziale con la Marvel per la proprietà su Howard the Duck, avvenuto nel 1983. L'anno successivo torna nelle grazie di Jim Shooter che, anche per evitare il ripetersi di dispute simili, ha varato l'imprint Epic Comics per il quale vengono pubblicate opere di cui gli autori detengono i diritti e che sono dedicate lettori maturi. Si tratta opere non destinate alle edicole ma solo al Mercato Diretto delle fumetterie e librerie, non sono soggette quindi al Comics Code Authority. A Gerber viene data l'opportunità di realizzare una graphic novel originale da lui creata e non sottoposta a nessun tipo di censura. L'autore ne è entusiasta e vuole così realizzare un'opera che, come tematiche e scene esplicite, si spinga più in là rispetto a tutto quello realizzato finora (da lui). La graphic novel si intitola Void Indigo (del luglio 1984) e parla di un alieno che arriva sulla Terra per vendicarsi di 7 demoni che lo hanno ucciso in una vita precedente. Il fumetto stupisce tutti per la sua violenza esplicita, torture e scene di sesso. Le autorità canadesi il 14 settembre 1984 arrivano a sequestrarne delle copie, perché ritengono che violi le loro leggi sulla pornografia. I distributori e molti proprietari di fumetterie protestano nei confronti della Marvel per l'eccessiva violenza mostrata nella graphic novel e questo nonostante si tratti di un'opera diretta ad un lettore adulto, pubblicata per l'imprint Epic Comics. Gerber credeva fortemente nel successo di Void Indigo e aveva già scritto 6 numeri di una miniserie sequel. Solo i primi due vengono però pubblicati tra il 1984 e il 1985 e questo perché in segno di protesta verso i contenuti del fumetto, vi è un calo di 40 000 copie nei pre-ordini dalle fumetterie dopo la distribuzione del primo albo della miniserie. Il suo editor Archie Goodwin lo convince a desistere dal proseguire la storia o la pubblicazione dell'opera per qualsiasi editore, onde evitare ulteriori polemiche. A metà degli anni ottanta la carriera di Gerber si ritrova ancora in salita. A peggiorare la situazione c'è l'incredibile flop al botteghino del film Howard e il destino del mondo, basato sul personaggio Howard the Duck creato da Gerber nel 1973. Il film è diretto da George Lucas, regista di culto, reduce dal trionfo della sua prima trilogia di Guerre stellari, ed è prodotto con un alto budget. Si tratta del primo lungometraggio ispirato ad un personaggio Marvel che non sia derivato da un serial cinematografico o serie TV. In questo Gerber ha battuto sul tempo persino Stan Lee, co-creatore dei più celebri personaggi dell'universo Marvel. Il disastro al botteghino è però un duro colpo sia per la Marvel sia per il creatore del personaggio. Dovrà passare oltre un decennio prima che gli studios di Hollywood tornino ad investire ingenti somme nei supereroi della Casa delle Idee. A fine anni ottanta la Marvel concede a Gerber la possibilità di tornare a scrivere Man-Thing, personaggio da lui modellato negli anni settanta, portandolo ad avere una serie regolare di 22 albi. La Marvel inserisce la nuova storia di Gerber sulla neonata serie antologica Marvel Comics Presents che esordisce nel settembre 1988 e risulta essere una delle più longeve serie della casa editrice tra quelle nate durante quel decennio (con un totale di 175 albi). Con il titolo "Elements of Terror" la storia è suddivisa in 12 parti e debutta su Marvel Comics Presents n. 1 (essendo poi presente nei primi 12 albi). Sull'albo d'esordio sono presenti anche una storia di Wolverine di Chris Claremont (a cui è dedicata anche la copertina), e una che riprende un altro personaggio degli anni Settanta quale Shang-Chi di Doug Moench. Sempre nel 1988 Gerber ha l'occasione di cimentarsi con uno dei supereroi top-seller quale Spider-Man. Gli vengono affidati i testi dell'albo annuale Web of Spider-Man Annual n. 4 (ottobre 1988). L'autore coglie l'occasione per inserire nella storia "Man-Thing" e crea un nuovo personaggio dal nome Poison. La nuova supereroina è una donna di origine cubana che viene salvata da un essere alieno mentre è in fin di vita per una malattia. In cambio deve concedere il suo corpo come contenitore di questa strana entità. Riscuote un discreto successo e viene così riproposta in una storia a lui dedicata e serializzata su Marvel Comics Presents nn. 60-67 (ottobre-dicembre 1990). A fine anni ottanta Gerber sembra essersi in parte riacquistato la fiducia degli editor della Marvel, che sul finire del 1989 gli affidano la serie regolare The Sensational She-Hulk, di cui scrive le storie dal n. 10 al n. 23 (tranne il n. 12). La serie ha per protagonista Jennifer Susan Walters, versione femminile di Hulk e cugina di Bruce Banner. Rilanciata da John Byrne nel 1989 con The Sensational She-Hulk, lo scrittore canadese ne caratterizza le storie con un tono umoristico e grottesco con elementi tipici della metanarrativa. Gerber sembra il candidato ideale per portare avanti quanto iniziato da Byrne, anche se poi la sua esperienza sul titolo dura appena un anno (1989-1991).
Durante gli anni ottanta, visto il diradarsi degli ingaggi come autore di fumetti, si dedica all'animazione. In questo campo trova particolare successo come "story editor" di celebri cartoon degli anni Ottanta quali la prima serie TV dei Transformers, trasmessa dal 1984 al 1987 e nata da una co-produzione tra Giappone e Stati Uniti. Contemporaneamente lavora alla prima serie dei G.I.Joe (1983-1986) e di Dungeons & Dragons (1983-1985). L'opera d'animazione più importante a livello personale è però quella che contribuisce a creare e che gli porta l'attenzione degli studios televisivi. Si tratta di Thundarr The Barbarian (nota in Italia come Thundarr il Barbaro), commissionata e trasmessa dalla ABC tra il 1980 e il 1981. Alla serie collabora anche Jack Kirby, le cui influenze sono evidenziate dal contesto post-apocalittico (200 anni nel futuro della Terra) e la presenza di animali antropomorfi. Entrambi presenti in una delle sue opere a fumetti più apprezzate degli anni settanta, ovvero Kamandi, The Last Boy on Earth. Il tono fantasy e grottesco viene aggiunto da Gerber, rendendo il cartoon originale e insolito rispetto ai programmi concorrenti. Nonostante ciò le serie animata non riscuote particolare successo (con solo 21 episodi realizzati), ma serve da ispirazione per creare il mondo e il tono delle storie di He-Man and The Masters of the Universe. Quest'ultima riscuote un successo planetario, anche grazie alla spinta ricevuta dalla linea di giocattoli della Mattel con il marketing ossessivo che ne è derivato. Le somiglianze tra Thundarr e He-Man sono però evidenti persino nella corporatura e nel viso, entrambi combattono con una spada magica (la spada del Sole per Thundarr), hanno compagni di battaglia semianimaleschi (Ookla per Thundarr e Battle-Cat per He-Man) e si trovano a fronteggiare stregoni malvagi in un contesto fantasy ma che non preclude conoscenze scientifiche.

### Gli anni novanta (1990-1999)
A inizio anni novanta gli atti criminali sono all'apice degli ultimi trent'anni. La Marvel cavalca l'ansia sociale generatasi nel paese pubblicando serie che propongono giustizieri o vigilanti che lottano il crimine senza remore e al di sopra della legge (rivelatasi inadeguata). Lo stesso clima aveva pervaso il paese nella prima metà degli anni settanta e infatti la Marvel si trova a riproporre gli anti-eroi di quel decennio come il Punitore, Ghost Rider II (Danny Ketch), un nuovo Deathlok (Michael Collins) e un secondo Nomad la cui identità è presa da Bucky Barnes. Tra questi trova posto anche il Foolkiller di Steve Gerber, creato sulle serie Man-Thig del 1974 e la cui prima apparizione anticipa quella dello stesso Punisher su The Amazing Spider-Man. Il protagonista della storia non può essere il primo Foolkiller in quanto è morto, ma nella serie si ritrova il suo successore Greg Sallinger (internato in un ospedale psichiatrico) e un terzo emulatore, ovvero Kurt Gerhardt. Gerber Approfitta del fatto che la serie, la prima in assoluto dedicata al personaggio, è distribuita nelle fumetterie e non risente delle limitazioni del Comics Code Authority. L'autore dichiara: «è una serie cupa, una delle opere più stravaganti che abbia mai scritto». Il Foolkiller non uccide solo i criminali, ma anche coloro che reputa folli, ovvero quelli a cui manca una visione più ampia del significato delle proprie azioni, chi ha una mentalità gretta, gli edonisti e materialisti. Tutto ciò è giustificato dalle leggi (non scritte) di un codice che gli "Assassini dei Folli" chiamano Giustizia Poetica. Si tratta quindi di un vigilante anomalo e spregiudicato persino per gli standard degli anni novanta, permettendo Gerber di imbastire un'opera pregna di critica nei confronti della moderna società statunitense. L'autore ha quindi modo di tornare a creare fumetti che servano da spunto di riflessione sull'individuo, sulla società e sul senso di smarrimento dell'uomo moderno. Riprende quindi tematiche già affrontate su alcune serie Marvel degli anni settanta e sulle riviste a fumetti in bianco e nero (e per lettori adulti) pubblicate in quel decennio.
In seguito al grande successo della Image Comics, casa indipendente nata da un'idea di Rob Liefeld nel 1992, capace di inserirsi tra Marvel e DC per il dominio del mercato (almeno nella prima metà del decennio), prendono forza le iniziative che puntano a valorizzare o fondare editori indipendenti. Quella che appare una rivoluzione (attesa da anni) nell'equilibrio delle forze nel Mercato Diretto è favorita da un esponenziale aumento delle vendite tra il 1991 e il 1994, fase che però si dimostrerà essere illusoria, in quanto creata da una bolla speculativa destinata ad esplodere tra il 1995 e il 1996. Gerber, come molti altri autori cerca di sfruttare il momento e decide di appoggiarsi alla Malibu Comics per realizzare fumetti indipendenti da lui creati. La Malibu si ritrova nel 1993 con una notevole liquidità dovuta ai profitti della sua partnership con la Image nel 1992, adesso terminata. Decide quindi di investire un suo Universo fumettistico da contrapporre alla stessa Image, solo che, mentre la prima è stata creata principalmente da grandi disegnatori, l'imprint Ultraverse della Malibu vuole affidarsi a grandi scrittori e tra questi: Steve Gerber, Steve Englehart, James Hudnall, Gerard Jones, Len Strazewski e Larry Niven. La sfida è proporre storie writer-centric in contrapposizione a quelle artistic-centric della Image (di quel periodo). Tra il giugno e il novembre 1993 la Malibu lancia 12 nuove serie, spendendo un milione di dollari nel marketing, cifra ragguardevole per l'editoria a fumetti. Gerber crea il personaggio Sludge e il team di supereroi Exiles. Sludge viene concepito visivamente da Kevin Nowlan e permette a Gerber di creare una versione alternativa di "Man-Thing" (o Uomo-Cosa). Il personaggio è infatti un poliziotto ucciso a tradimento, il cui corpo viene a contatto con composti chimici e buttato nelle fogne. Rinasce come "Uomo-Mostro" in cerca di vendetta. Gli Exiles sono invece un gruppo di supereroi (o Ultras) che hanno ottenuto i poteri venendo in contatto con uno strano virus. Inizialmente Exiles è annunciata come serie regolare, ma Gerber decide di far morire quasi tutti i personaggi nel n. 4, chiudendo di fatto la serie. Per non far sospettare i lettori di quanto sta accadendo era già stato annunciato il n. 5 (mai pubblicato). Di fatto, a solo un anno dal lancio dell'Ultraverse, la Malibu subisce un progressivo calo delle vendite, è uno dei primi segnali del declino del mercato che porta al collasso delle vendite dei comic nel 1995-1996. Nel 1994 la compagnia, ormai alla deriva, viene acquisita dalla stessa Marvel Comics.
Gerber collabora allora con un altro editore indipendente, la Image, per cui crea la serie Cybernary, nata come back up story sugli albi di Deathblow e divenuta poi una serie limitata di 5 albi. Tra il 1995 e il 1996 realizza anche storie per Strykeforce e Pitt di Dale Keown. Ma l'albo che (riguardo a Gerber) genera più clamore in questo periodo e nell'intero decennio è Savage Dragon / Destroyer Duck. Si tratta di un albo team-up tra il personaggio creato da Erik Larsen per la Image e la versione alternativa di Howard the Duck, creata da Gerber per l'Eclipse negli anni ottanta. Destroyer Duck è stato il simbolo, per un'intera generazione (tra cui Larsen) della lotta tra gli autori e le Big-Two Marvel e DC per il riconoscimento dei loro diritti. Gerber aveva combattuto per avere i diritti di Howard personaggio da lui creato per la Marvel. Nel 1983 aveva però rinunciato al confronto in aula, optando per un accordo che lo privava della sua creazione. Da allora, e dopo il flop del film del 1986 sul Papero della Marvel, nessuno scrittore se l'era sentita di scrivere storie sul personaggio in quanto indissolubilmente legato al suo creatore (nel bene e nel male). La Marvel, a metà anni novanta vuole però rilanciare il personaggio e sceglie di farlo tramite un team-up con l'Uomo Ragno, su Spider-Man Team Up n. 5 (dicembre 1996). Dal momento che non vi sono autori disposti a scriverne le storie, viene richiamato Gerber che però apprende l'intenzione della casa editrice di farlo apparire nelle serie di Generation X e Ghost Rider senza la sua supervisione o apporto creativo. L'autore pianifica così la sua rivincita e sia nell'albo di Spider-Man sia in quello di Savage Dragon / Destroyer Duck, inserisce una sequenza in cui Howard è circondato da cloni di paperi, ma nell'albo distribuito da Image si vede Destroyer Duck che soccorre Howard e lo porta via mettendolo sotto protezione e lasciando un clone al suo posto. Con questo gesto Gerber dichiara che lo Howard che si vedrà negli albi Marvel dopo il 1996 non è più quello originale. La Marvel scopre il gesto solo gli albi erano già stati distribuiti e non può fare altro che prenderne atto. La dirigenza del gruppo si adira con l'editor delle serie ragnesche Tom Brevoort e decide di rompere definitivamente i rapporti con Gerber, ritenuto non più affidabile.
Gerber si ritrova, nella seconda metà degli anni novanta, in un mercato in difficoltà (dopo il crollo del 1996) e in contrasto con la dirigenza Marvel (reduce da un "Chapter Eleven", ovvero bancarotta controllata). Molte case editrici indipendenti nate tra gli anni ottanta e novanta o hanno chiuso o sono andate incontro a drastici ridimensionamenti. In questo contesto l'autore deve per la terza volta cercare di risollevare la propria carriera. Punta sulla DC. dove Karen Berger gli offre l'opportunità di scrivere una miniserie per la Vertigo che riesce a riaccendere l'interesse degli editor per lo scrittore. Gerber riottiene così la chance di scrivere opere correlate all'iconico Superman. Si tratta di progetti marginali, ma che mettono in evidenza l'originalità dei suoi script. La prima è una miniserie su una nuova versione (parodistica) di Bizarro denominata A.Bizarro. La storia vagamente ispirata al mostro di Frankenstein vede protagonista A.Bizarro, clone difettoso di Al Beezer, impiegato della Lex Corp. Risvegliatosi da uno stato di coma, manca di obiettivi o un senso da dare alla sua vita e lo stesso Beezer gli suggerisce che per essere felice deve fare l'esatto opposto di quello che farebbe lui, ovvero l'originale.

### Gli ultimi anni di carriera (2000-2008)
Nel 2000 viene pubblicata una miniserie Elseworlds (quindi al di fuori della continuity) intitolata Superman: The Last Son of Earth. Qui Gerber ribalta le origini di Superman e in questa storia è Jonathan Kent che lancia suo figlio nello spazio per salvarlo da una minaccia per il pianeta, un meteorite è in rotta di collisione con la Terra. Clark arriva su un tirannico pianeta Krypton e viene adottato da Jor-El. Impossessatosi di un anello del Corpo delle Lanterne Verdi, riesce a tornare sul suo pianeta natale (anche se in rovina), qui scopre che uomini come Lex Luthor si approfittano della situazione per dominare. L'opera ha successo e ha quindi un sequel: Superman: The Last Stand on Krypton dove Superman riesce a risollevare le sorti dell'umanità grazie alla tecnologia kryptoniana, ma la corruzione e bramosia del potere dei politici mettono a rischio il suo progetto. Su Krypton sta accadendo qualcosa di simile con il Generale Zod che ha ripreso il potere, affermando di essere il vero baluardo dell'antica cultura e dell'identità kryptoniana.
Nei primi anni duemila Gerber ha anche la possibilità di tornare a lavorare per la Marvel, grazie al rinnovamento manageriale e redazionale iniziato a partire dal 1998 e che ha portato Joe Quesada ad essere caporedattore della casa editrice. Nel 2001 viene fondato l'imprint Max Comics, destinato alla pubblicazione di opere a fumetti per lettori adulti e distaccate (in gran parte) dalla continuity dell'Universo Marvel. Per la MAX Comics, Gerber torna a scrivere una serie regolare sulla sua creazione più famosa, ovvero Howard the Duck, il personaggio che aveva portato per due volte alla rottura tra l'autore e la dirigenza della Marvel. Si tratta di una serie limitata di 6 albi pubblicata nel 2002, ed è dal 1976 che al Papero Marvel non viene intitolata una serie. Sorprendentemente, l'autore decide di trasformare Howard in un topo umanoide già nel primo numero e deve poi spendere il resto della storia a trovare un modo per tornare se stesso. Si ha quindi l'impressione di assistere all'avventura di un personaggio diverso e non di quello originale.
Dopo il discreto successo della miniserie Nevada (per Vertigo) e le storie alternative su Superman, Gerber acquista la fiducia della dirigenza DC, che sotto la guida di Paul Levitz vorrebbe diversificare maggiormente le tematiche delle serie sui supereroi. A Gerber viene quindi affidato il compito di creare la prima serie di un nuovo imprint denominato DC Focus. L'obbiettivo è quello di proporre storie di persone con superpoteri, ma al di fuori degli schemi del tradizionale genere supereroistico (quindi anche dell'Universo DC canonico). L'imprint esordisce con la serie Hard Time (aprile 2004), di Steve Gerber (testi) e Brian Hurtt. L'autore mette come protagonista un ragazzino di 15 anni (Ethan Harrow) che viene condannato a cinquant'anni di prigione in un carcere di massima sicurezza. Durante la prigionia sviluppa il potere di lasciare il proprio corpo sotto forma di energia, dandogli la possibilità di lasciare per certi periodi la reclusione. Gerber ha modo di creare una storia inusuale, in cui mostra la vita dentro le carceri e modella un protagonista che si ritrova uno strano dono, che potrebbe essere sia la sua redenzione sia il suo tormento. La serie ottiene consenso da parte dei lettori e della critica, ma l'etichetta DC Focus è un grosso flop e deve chiudere dopo poco più di un anno di vita, con solo 4 titoli pubblicati (Hard Time, Kinetic, Fraction, Touch). Il successo di Hard Time è dimostrato dal fatto che a Gerber viene offerta la possibilità di continuare la serie sotto il canonico logo DC. Nel 2006 esce così la miniserie sequel Hard Time Season Two.
Nel 2007 gli viene diagnosticata una Fibrosi polmonare idiopatica. Nonostante la malattia continua a dedicarsi strenuamente al lavoro realizzando una storia sul Dottor Fate, il primo personaggio DC su cui si era cimentato (nel 1982). Il protagonista non è però più il Dottor Fate del periodo Pre-Crisis (ovvero prima del 1986), ma Kent V. Nelson (pronipote del Fate originale). La storia viene serializzata in 8 parti sulla serie limitata Countdown to Mystery, pubblicata dalla DC tra il 2007 e il 2008. Gerber muore a Las Vegas il 10 febbraio 2008.

## Opere

### Marvel Comics
- Adventure into Fear nn. 11-19, nn. 21-25, Steve Gerber (testi) & AA.VV. (disegni), serie regolare (denominata Fear fino al n. 9), dal n. 11 al 19 ha come protagonista Man-Thing, dal n. 21 in poi Morbius the Living Vampire (conclusa con il n. 31), dicembre 1972 - dicembre 1974.
- Crazy Magazine nn. 2-14, Steve Gerber & AA.VV. (testi e disegni), rivista satirica (chiude con il n. 50), febbraio 1974 - novembre 1975.
- Daredevil (Vol.1) nn. 97-101, nn. 103-117, Steve Gerber (testi) - AA.VV. (disegni), serie regolare (intitolata Daredevil and The Black Widow fino al n. 107), marzo 1973 - gennaio 1975.
- The Man-Thing (Vol.1) nn. 1-22, Steve Gerber (testi) - AA.VV. (disegni), serie regolare (conclusa con il n. 22), il primo albo è un diretto sequel della storia narrata su Adventure into Fear n. 19, gennaio 1974 - ottobre 1975.
- Marvel Two-in-One nn. 1-9, Steve Gerber (testi) - AA.VV. (disegni), serie regolare (conclusa con il n. 100 del 1983), gennaio 1974 - maggio 1975.
- Marvel Spotlight: The Son of Satan nn. 14-23, Steve Gerber (testi) - AA.VV. (disegni), serie antologica bimestrale (The Son of Satan è il protagonista dei nn. 12-24), marzo 1973 - agosto 1975.
- The Defenders (Vol.1) nn. 20-29, nn. 31-41, Steve Gerber (testi) e AA.VV. (disegni), serie regolare (conclusa), febbraio 1975 - novembre 1976.
- The Defenders Annual n. 1, Steve Gerber (testi), Sal Buscema (matite), Klaus Janson (chine), albo unico, 1976.
- Howard the Duck (Vol.1) nn. 1-33, Steve Gerber, Bill Mantlo e AA.VV. (testi) - Gene Colan, Steve Leialoha e AA.VV. (disegni), serie regolare conclusa con il n. 31 del maggio 1979 ma ripresa con due albi (i nn. 32-33) pubblicati nel 1986 dopo oltre 6 anni di hiatus, gennaio 1976 - settembre 1986.
- Omega the Unknown (Vol.1) nn. 1-10, Steve Gerber, Mary Skrenes, Scott Edelman, Roger Stern (testi) - Jim Mooney (disegni), serie regolare (conclusa con il n. 10), marzo 1976 - ottobre 1977.
- Marvel Graphic Novel n.11 - Void Indigo -, Steve Gerber (testi) - Val Mayerick (disegni), graphic novel per l'imprint Epic Comics, luglio 1984.
- Void Indigo nn. 1-2, Steve Gerber (testi) - Val Mayerick (disegni), miniserie di 6 numeri (non conclusa), sequel di Marvel Graphic Novel n.11, Epic Comics, novembre 1984 - marzo 1985.
- Marvel Comics Presents nn. 1-12, nn. 60-67, Steve Gerber & AA.VV. (testi e disegni), serie antologica (conclusa), settembre 1988 - dicembre 1990.
- Web of Spider-Man Annual n. 4, Steve Gerber (testi) e AA.VV. (testi e disegni), serie annuale (conclusa nel 1994), ottobre 1988.
- The Sensational She-Hulk nn. 10-11, nn. 13-23, Steve Gerber (testi) - AA.VV. (testi), serie regolare (conclusa), dicembre 1989 - gennaio 1991.
- Foolkiller (Vol.1) nn. 1-10, Steve Gerber (testi) - J.J.Birch, Tony DeZuniga, e Vince Giarrano (disegni), ottobre 1990 - ottobre 1991.
- Mutant Misadventures of Cloak and Dagger nn. 14-16, Steve Gerber (testi) - AA.VV. (disegni), serie regolare (conclusa con il n. 19), ottobre 1990 - febbraio 1991.
- The Legion Of Night nn. 1-2, Steve Gerber (testi), Whilce Portacio (matite), Scott Williams (chine), miniserie (conclusa) ottobre 1991.
- Spider-Man Team-Up n. 5, Steve Gerber (testi) & AA.VV. (testi e disegni), serie regolare (conclusa con il n. 7), dicembre 1996.
- Howard the Duck (Vol.2) nn. 1-6, Steve Gerber (testi) - Phil Winslade, Glenn Fabry e Garry Leach (disegni), miniserie (conclusa) pubblicata per l'imprint Max Comics, marzo-agosto 2002.
- The Infernal Man-Thing nn. 1-3, Steve Gerber (soggetto originale) - Kevin Nowlan & AA.VV. (testi e disegni), opera postuma costituita da una serie limitata di 3 albi, settembre-ottobre 2012.

### Eclipse Comics
- Stewart the Rat, Steve Gerber (testi), Gene Colan (matite), Tom Palmer (chine), graphic novel, 1980.
- Destroyer Duck nn. 1-7, Steve Gerber & AA.VV. (testi) - Jack Kirby, Joe Staton, Alfredo Alcala, Mark Evanier, Sergio Aragones, Scott Shaw, Shary Flanniken & AA.VV. (disegni), serie con periodicità irregolare (conclusa), gennaio 1982 - maggio 1984.

### DC Comics
- The Flash (Vol.1) nn. 310-313, AA.VV. (testi e disegni), Gerber realizza le "back-up stories" con protagonista il Doctor Fate I (Kent Nelson), serie regolare (conclusa), giugno-luglio 1982.
- DC Comics Presents n. 97, Steve Gerber (testi) & AA.VV. (disegni), serie regolare (conclusa con il n. 97), settembre 1986.
- Vertigo: Winter's Edge n. 1, Steve Gerber (testi) - Phil Winslade (disegni) per la storia Nevada: Piss on earth, albo annuale antologico (Holiday Special), gennaio 1998.
- Nevada nn. 1-6, Steve Gerber (testi), Phil Winslade - Steve Leialoha - Dick Giordano (disegni), miniserie (conclusa), pubblicata per l'imprint Vertigo, maggio-ottobre 1998.
- Heartthrobes n. 4, Steve Gerber & AA.VV. (testi) - AA.VV. (disegni), miniserie antologica (conclusa), pubblicata per Vertigo, aprile 1999.
- A.Bizarro nn. 1-4, Steve Gerber (testi) - M.D.Bright (matite) - Greg Adams (chine), miniserie (conclusa), luglio-ottobre 1999.
- Superman: The Last Son of Earth nn. 1-2, Steve Gerber (testi) - Doug Wheatley (disegni), miniserie Elseworlds (conclusa), 2000.
- Superman: The Last Stand on Krypton n. 1, Steve Gerber (testi) - Doug Wheatley (disegni), albo unico (sequel di Superman: The Last Son of Earth), 2003.
- Hard Time nn. 1-12, Steve Gerber (testi) - Brian Hurtt (disegni), miniserie pubblicata per l'imprint DC Focus, aprile 2004 - marzo 2005.
- Hard Time Season Two nn. 1-7, Steve Gerber e Mary Skrenes (testi) - Brian Hurtt e Steve Bird (disegni), miniserie (sequel di Hard Time), febbraio-agosto 2006.
- The Helmet of Fate: Zauriel n. 1, Steve Gerber (testi) - Peter Snejbjerg (disegni), albo unico, aprile 2007.
- Countdown to Mistery nn. 1-8, per la storia sul Doctor Fate: Steve Gerber, Adam Beechen, Mark Evanier, Gail Simone e Mark Waid (testi) - Justiniano e Walden Wong (disegni) / per la storia su Eclipso: Lilah Sturges & AA.VV. (testi e disegni), miniserie con doppia storia, novembre 2007 - giugno 2008.

### Malibu Comics
- Exiles nn. 1-4, Steve Gerber & AA.VV. (testi e disegni), miniserie di 4 (annunciata come serie regolare), agosto-novembre 1993
- Sludge nn. 1-12, Steve Gerber (testi) - Aaron Lopresti e Gary Martin (disegni), serie regolare (conclusa con il n. 12), Steve Gerber & AA.VV. (testi e disegni), ottobre 1993 - dicembre 1994.
- Sludge: Red X-Mas n. 1, Steve Gerber (testi) - Mike Ploog (matite) e Mark Farmer (chine), albo unico, dicembre 1994.

### Image Comics
- Cybernary nn. 1-5, Steve Gerber (testi) - Jeff Rebner e Richard Friend (disegni), miniserie (conclusa), novembre 1995 - marzo 1996.
- Savage Dragon / Destroyer Duck n. 1, Steve Gerber (testi) - Chris Marrinan (matite) - Erik Larsen (chine), albo unico, novembre 1996.

## Opere incompiute
- La Saga di Omega the Unknown: personaggio creato da Gerber e Mary Skrenes, disegnato da Jim Mooney, a cui viene dedicata una serie regolare tra il 1976 e il 1977[26]. Nasce come una bizzarra parodia di Superman a cui il personaggio si ispira per quanto riguarda le origini (aliene) e il tipico costume con mantello con tanto di volo[26]. Raggiunge la Terra in quanto fugge da un pianeta in rovina mentre è inseguito da dei robot[26]. Raggiunta New York lo si vede in azione mentre protegge un ragazzo di nome James-Michael Starling a sui volta aggredito da esseri robotici[26]. Tra Omega e James esiste un legame, James (sotto stress) è in grado di lanciare gli stessi raggi di energie dello strano eroe dello spazio e aveva come genitori dei robot camuffati da terrestri (a sua insaputa)[26]. La storia si sviluppa cercando di inserire Omega nell'Universo Marvel ma sollevando, allo stesso tempo, diversi quesiti tra i quali: la sua origine, il legame con James e lo scopo della sua missione (sempre che ne abbia una)[26]. La serie viene cancellata con il n. 10 lasciando in sospeso le storyline e presentando un cliffhanger nel quale Omega viene apparentemente ucciso da alcuni poliziotti di Las Vegas[26]. Gerber non può portare avanti la storia, ma la Marvel ne garantisce una conclusione sulla serie The Defenders[26]. Questo avviene a fine del 1979 sui nn. 75-78, ma il punto è che non è Gerber a curarne le storie ma Ed Hannigan e Steven Grant[27], che liquidano il personaggio spedendo verso il sole i corpi privi di vita di Omega e Starling, il quale si è tolto la vita per paura di distruggere il pianeta con i poteri di Omega[27]. L'operazione viene effettuata da Moondragon[27]. I misteri e gli enigmi disseminati nella serie originali rimangono però in gran parte irrisolti e il duo Gerber-Skrenes non avrà la possibilità di dare la sua versione sulle origini e la fine di Omega[26], anche perché il personaggio cade in un limbo editoriale fino agli anni duemila.
- Roxie's Raiders: nei primi anni ottanta Gerber collabora con Jack Kirby alla realizzazione della serie d'animazione Thundarr the Barbarian[9]. Tra i due si sviluppa un'amicizia che li porta a creare storie e personaggi per una serie a fumetti da realizzare insieme, il titolo provvisorio è Roxie's Raiders e la possibile casa editrice sarebbe stata la Eclipse Comics[9]. Alla fine il progetto non si concretizza ma i due collaborano alla serie di Destroyer Duck, pubblicata dall'Eclipse tra il 1982 e il 1984. Lo scopo della pubblicazione era quello di raccogliere finanziamenti per la causa legale intentata da Gerber alla Marvel per i diritti su Howard the Duck, creato dall'autore nel 1973[9].

Copertina del volume "L'Infernale Uomo Cosa", raccoglie la miniserie basata sulla graphic novel (incompiuta) "Screenplay of the Living Dead Man". Disegni di Kevin Nowlan. Edizione italiana Panini Comics (2013)

- Marvel Graphic Novel: Screenplay of the Living Dead Man: agli inizi degli anni ottanta Gerber realizza una storia su Man-Thing che possa essere pubblicata in formato graphic novel[28]. Probabilmente era destinata ad essere pubblicata all'interno della nuova serie Marvel Graphic Novel (formato innovativo per la Marvel dell'epoca), che esordisce nel 1982 con la prima celebre graphic novel della Marvel Comics ovvero La Morte di Capitan Marvel di Jim Starlin[29]. L'opera di Gerber è il sequel della storia narrata nell'albo Man-Thing n. 12, dal titolo Song-Cry of the Living Dead Man e vede ai disegni Kevin Nowlan[28]. Quest'ultimo ritarda la consegna delle tavole e, anche in seguito ai dissapori tra Gerber e la Marvel, il fumetto non viene completato[28]. Dopo la morte dell'autore (nel 2008), Kevin Nowlan si ripropone di completare il lavoro sia a livello di testi sia per i disegni[28]. L'editor-in-chef della Marvel è Axel Alonso e si dice favorevole ad appoggiare il progetto di Nowalan[28]. Con qualche adattamento l'opera viene pubblicata nel 2012 come limited-series di 3 albi dal titolo The Infernal Man-Thing[28].
- Il reboot di Superman: A metà anni ottanta l'iconico personaggio della DC si ritrova ai minimi storici per quanto riguarda le vendite di Action Comics e Superman[30]. L'editor Julius Schwartz (che ne cura le serie dai primi anni settanta) non è riuscito a rinnovare uno dei simboli del fumetto statunitense, appesantito da decenni di storie (canoniche e immaginarie) e ormai percepito come character imprigionato dal suo stesso mito[30]. Con l'universe-wide crossover Crisi sulle Terre infinite (del 1985-1986), la DC azzera la continuity dell'Universo DC (avviandone una nuova denominata post-Crisis) e vi è quindi l'occasione di varare un reboot di Superman, creando un nuovo punto di partenza per il personaggio di cui faccia parte una revisione delle sue origine ed una impostazione più attuale delle sue storie[30]. Diversi autori propongono alla DC una loro versione di come dovrebbe essere l'Uomo d'Acciaio per le nuove generazioni e tra questi vi è Steve Gerber, oltre a Frank Miller e Marv Wolfman[30]. La proposta di Gerber viene però rifiutata e si opta per un autore quale John Byrne, garante di una visione di Kal-El/Clark Kent rispettosa della tradizione e non troppo rivoluzionaria[30]. La miniserie realizzata dall'autore/artista canadese è la storica miniserie Man of Steel (del 1986) che dona a Byrne una fama planetaria[30].
- Dottor Fate su "Countdown to Mistery" (2007-2008): l'ultima opera alla quale si dedica è una storia del Dottor Fate serializzata in 8 capitoli sulla miniserie Countdown to Mistery. Quando vi lavora è già sofferente per la fibrosi polmonare idiopatica, malattia che lo porta ad un prematuro decesso e non gli permette di completarne l'ultima parte. Quattro autori subentrano a Gerber per portare a compimento il suo ultimo fumetto. Si tratta di Adam Beecher, Mark Evanier, Mark Waid e Gail Simone[31]. L'ultimo albo di Countdown to Mistery (il n. 8) presenta un tributo al loro compianto collega[31].

## Premi e riconoscimenti
- Nel 1976 riceve due Eagle Award, entrambi per la prima serie regolare di Howard the Duck, di cui Gerber è scrittore e co-creatore del personaggio protagonista[32]. Un premio gli è attribuito come "Favorite New Comic" (o miglior nuova serie a fumetti dell'anno), l'altro è assegnato come "Favorite Comic Book (humor)" (o miglior serie umoristica a fumetti)[32].
- Nel 1978 riceve l'Inkpot Award, premio dato agli autori per il loro contributo nel mondo dei comic, della fantascienza, fantasy, film, serie TV e animazione[33].
- Nel 2010 viene inserito nella Will Eisner Comic Book Hall of Fame, riconoscimento dato alla carriera dei più grandi autori e artisti della storia del fumetto[3].
- Nel 2013, riceve postumo il "Bill Finger Award for excellence in Comic Book writing" (o Premio Bill Finger per l'eccellenza nella scrittura dei fumetti)[34]. Premio creato dal leggendario artista Jerry Robinson, co-creatore del Joker e altri celebri personaggi del mondo di Batman. L'Award è dedicato a Bill Finger in quanto autore a cui per decenni è stato negato il diritto di essere accreditato come co-creatore (con Bob Kane) di Batman[34]. Il premio ideato da Finger vuole quindi esaltare quegli scrittori che non hanno avuto un adeguato riconoscimento per i personaggi e le storie create[34]. Il lavoro di Gerber e la sua importanza nelle storia del fumetto statunitense viene così evidenziata[34]. Da notare che nello stesso anno riceve il premio Don Rosa, celebre per le sue opere sul mondo dei paperi disneyani tanto da essere considerato l'erede di Carl Barks. Entrambi devono molto della loro popolarità a personaggi antropomorfi dalle sembianze di paperi, tanto che la Marvel è stata anche minacciata di cause legali da parte della Walt Disney Company perché Howard il Papero risultava (per loro) un plagio di Donald Duck, ovvero Paperino.